# Un amour d'été
Pour plus de détails, voir Fiche technique et Distribution.
Un amour d'été (Sommerliebe) est un téléfilm allemand réalisé par Iris Gusner et diffusé sur Arte en Allemagne et en France en 1994.

## Synopsis
une peintre de 48 ans entre en relation avec un homme d'université et elle cache sa relation face à son fils.

## Fiche technique
Sauf indication contraire, les informations mentionnées dans cette section peuvent être confirmées par la base de données cinématographiques IMDb,  présente dans la section « Liens externes ».
- Titre original : Sommerliebe
- Titre français : Un amour d'été
- Réalisatrice : Iris Gusner
- Scénario : Regine Kühn (de), Iris Gusner
- Photographie : Claus Neumann (de)
- Montage : Karin Kusche (de)
- Musique : Chris Walden (de)
- Producteurs : Doris Heinze (de), Fritz Wagner, Rita Wagner
- Sociétés de production : Fritz Wagner Filmproduktion, Norddeutscher Rundfunk
- Pays de production :  Allemagne
- Langue de tournage : allemand
- Format : Couleur - Son stéréo
- Durée : 85 minutes (1h25)
- Genre : Film romantique
- Date de diffusion :
  - Allemagne : 14 janvier 1994
  - France : 14 janvier 1994[1]

## Distribution
- Iris Berben : Franziska
- Gedeon Burkhard : Matthias
- Amina Gusner (de) : Rieke
- Alexander Höchst (de) : Philipp
- Alexander May (de) : Günter
- Dietmar Richter-Reinick (de) : Hartmut
- Fritz Lichtenhahn (de) : Paul Hinrich